# دانيال أغيري
دانيال أغيري (بالإنجليزية: Daniel Aguirre)‏ هو لاعب كرة قدم أمريكي في مركز الوسط، ولد في 2 يوليو 1999 في ريدوود في الولايات المتحدة.

## وصلات خارجية
- دانيال أغيري على موقع الدوري الأمريكي (الإنجليزية)
- دانيال أغيري على موقع قاعدة بيانات كرة القدم.إي يو (الإنجليزية)
- دانيال أغيري على موقع Soccerway.com (الإنجليزية)
- دانيال أغيري على موقع عالم كرة القدم.نت (الإنجليزية)